# Ministero del bilancio e dei conti pubblici
Il Ministero del bilancio e dei conti pubblici (in francese Ministère chargé du Budget et des Comptes publics) è un dicastero del governo francese. È stato creato dal presidente Nicolas Sarkozy nel 2007, quando ha diviso il Ministero delle finanze e dell'economia nel Ministero del bilancio, della contabilità pubblica e dell'amministrazione civile e nel Ministero dell'economia, dell'industria e del lavoro. Éric Woerth è diventato il primo ministro del bilancio ad avere un ministero specializzato come per lo stesso Sarkozy nel 1995.

## Storia
A Éric Woerth furono affidate diverse responsabilità e riforme da condurre. Le principali riforme sono state la modifica dello statuto dei dipendenti pubblici, la riduzione del numero di dipendenti pubblici, unire la direzione fiscale e i servizi di compatibilità pubblica, condurre una revisione generale delle politiche pubbliche, ridurre il deficit di bilancio ed elaborare una nuova legislazione sulle scommesse online.
Il ministro del bilancio Jérôme Cahuzac è stato riunito al ministero dell'Economia e delle finanze nel 2012; il ministero ha  è stato ricostituito nel 2017 col nome di Ministero dell'azione e dei conti pubblici (in francese Ministère de l'Action et des Comptes publics). Nel 2020 ha assunto la denominazione attuale. È ospitato a Bercy, condividendo l'edificio del Ministero dell'Economia e delle Finanze sulla Senna.

## Compiti e funzioni
Il Ministero dell'azione e dei conti pubblici è responsabile per:
- la preparazione ed esecuzione del bilancio;
- le tasse, soggette ai poteri del Ministro dell'Economia in materia di legislazione fiscale, catasto e imposte sulla proprietà;
- le imposte doganali e indirette;
- il bilancio pubblico, la gestione contabile e il dominio;
- le pensioni e la gestione amministrativa e finanziaria del piano pensionistico di servizio pubblico.

Il sistema fiscale francese è controllato da due commissioni separate:
- la Direzione generale delle finanze pubbliche per la valutazione fiscale e la riscossione di imposte come l'IVA o l'imposta sulle società, l'imposta sul reddito o le imposte locali basate sul valore locativo dell'immobile.
- la Direzione generale delle dogane e delle imposte indirette per le dogane, per le tasse sulla benzina e sui carburanti e per le imposte indirette speciali come le tasse sull'alcool e il tabacco);

Il sistema di informazione fiscale viene modernizzato dal cosiddetto progetto fiscale Copernico.